# Соседков, Степан Андреевич
Степан Андреевич Соседков (10 января 1910, с. Юрмытское, Камышловский уезд, Пермская губерния, Российская империя — 10 июля 1979, с. Печёркино, Пышминский район, Свердловская область, РСФСР, СССР) — Герой Социалистического Труда (1958), председатель колхоза имени Карла Маркса Пышминского района Свердловской области.

## Биография
Родился 6 июля 1904 года в селе Юрмытское Пермской губернии (ныне — Пышминский городской округ Свердловской области).
В 1929—1933 годах был колхозником артели «Весёлый труд» Пышминского района Свердловской области. В 1933—1942 годах был уже председателем правления колхоза «Весёлый труд».
В 1942 году был призван в Красную Армию. В 1944 году был ездовым взвода химзащиты 1345-го полка 399-й стрелковой дивизии 1-го Белорусского фронта, ефрейтор. В 1945 году демобилизован.
В 1945 году вернулся в родной колхоз, трижды возглавлял различные колхозы, был и председателем колхоза имени Карла Маркса. Жил в Пышминском районе.
Умер 10 июля 1979 года, похоронен в селе Печёркино.

## Награды
За свои достижения был награждён:
- 14.01.1944 — медаль «За боевые заслуги»[2];
- 15.08.1944 — медаль «За отвагу»[3];
- 08.03.1958 — звание Герой Социалистического Труда с золотой медаль Серп и Молот и орден Ленина «за выдающиеся успехи, достигнутые в увеличении производства молока и мяса и сдачи государству сельскохозяйственных продуктов».